# Trias nasuta
Trias nasuta là một loài thực vật có hoa trong họ Lan. Loài này được (Rchb.f.) Stapf miêu tả khoa học đầu tiên năm 1928.